# Starksia rava
Starksia rava är en fiskart som beskrevs av Williams och Mounts 2003. Starksia rava ingår i släktet Starksia och familjen Labrisomidae. Inga underarter finns listade i Catalogue of Life.